# Bois mitraillé
Le bois mitraillé se définit comme étant un type de bois haché par la mitraille ou simplement contenant des éclats de bombes ou d'obus, ou encore des balles. Les grumes contenant des éclats sont souvent caractérisées par des traces bleuâtres. Ce type de bois a été la cause de nombreux accidents dans les scieries, lorsqu'une lame destinée au bois rencontrait le métal. Il a aussi donné naissance à de nombreuses œuvres d'art, notamment en peinture et en sculpture. 
D'un point de vue économique, il est utilisé avec précaution car il est susceptible de contenir des produits toxiques et des résidus d'armes dangereuses, notamment des armes chimiques et à grand déploiement.
Le bois mitraillé peut, en France, provenir des forêts de guerre, reconstituées sur les terres ravagées par les combats de la Première Guerre mondiale. Pour traiter ce bois, l'Office national des forêts a mis en place en 1979 un service de traitement des bois mitraillés destiné à transformer les grumes concernées en éliminant le métal contenu. En raison de l'équipement croissant des scieries en matériel de détection et de la baisse des coûts à la suite de la tempête Lothar en décembre 1999, l'intérêt du service a diminué et l'ONF a décidé d'arrêter l'activité en 2003. Au cours de son existence, le service aura traité près de 500 000 m3 de grumes.